# タイムマシン
タイムマシン（英語: Time Machine）は、時間の流れを超えて未来や過去へ旅するための架空の機械。

## 概要
タイムマシンは、サイエンス・フィクションなどのフィクション作品で、タイムトラベルするための道具及び手段として登場する。存在自体がストーリーの鍵となる他、作品中で小道具・大道具として利用されることもある。

### 歴史
スペインの作家エンリケ・ガスパール・イ・リンバウ（Enrique Gaspar y Rimbau）が1887年の作品『アナクロノペテー』（El Anacronópete（時間遡行者／時間遡行機械））で登場させたものが創作史における最初のタイムマシンであったが、こちらはあまり有名にはならなかった。また、この作品では「未来へ行く」という概念は存在しない。
時間移動を最初に描いたのは、マーク・トウェインが1889年に発表した長編小説『アーサー王宮廷のコネチカット・ヤンキー』とされるが、マシンは登場しない。なお、当時のアメリカ社会を批判することが作品のテーマだった。この作品でも「未来に行く」という概念はない。
一般には、1895年にH・G・ウェルズが発表した小説『タイム・マシン』（The Time Machine）に登場したタイムマシンが今日まで人々に広く知られている。同作品は、映画化など何度もメディアで取り上げられた他、後発の様々な作品に影響を与えた。この作品のタイムマシンは過去にも未来にも行くことが可能で、時間を移動するが場所は移動しない、という設定になっていた。またウェルズはアマチュア時代の1888年にも時間を移動する機械が登場する「時の探検家たち」という作品を書いている。
H.Gウェルズの作品以来、様々な小説でタイムマシンが登場している。またそうした作品の中には映像化されているものも多数ある。

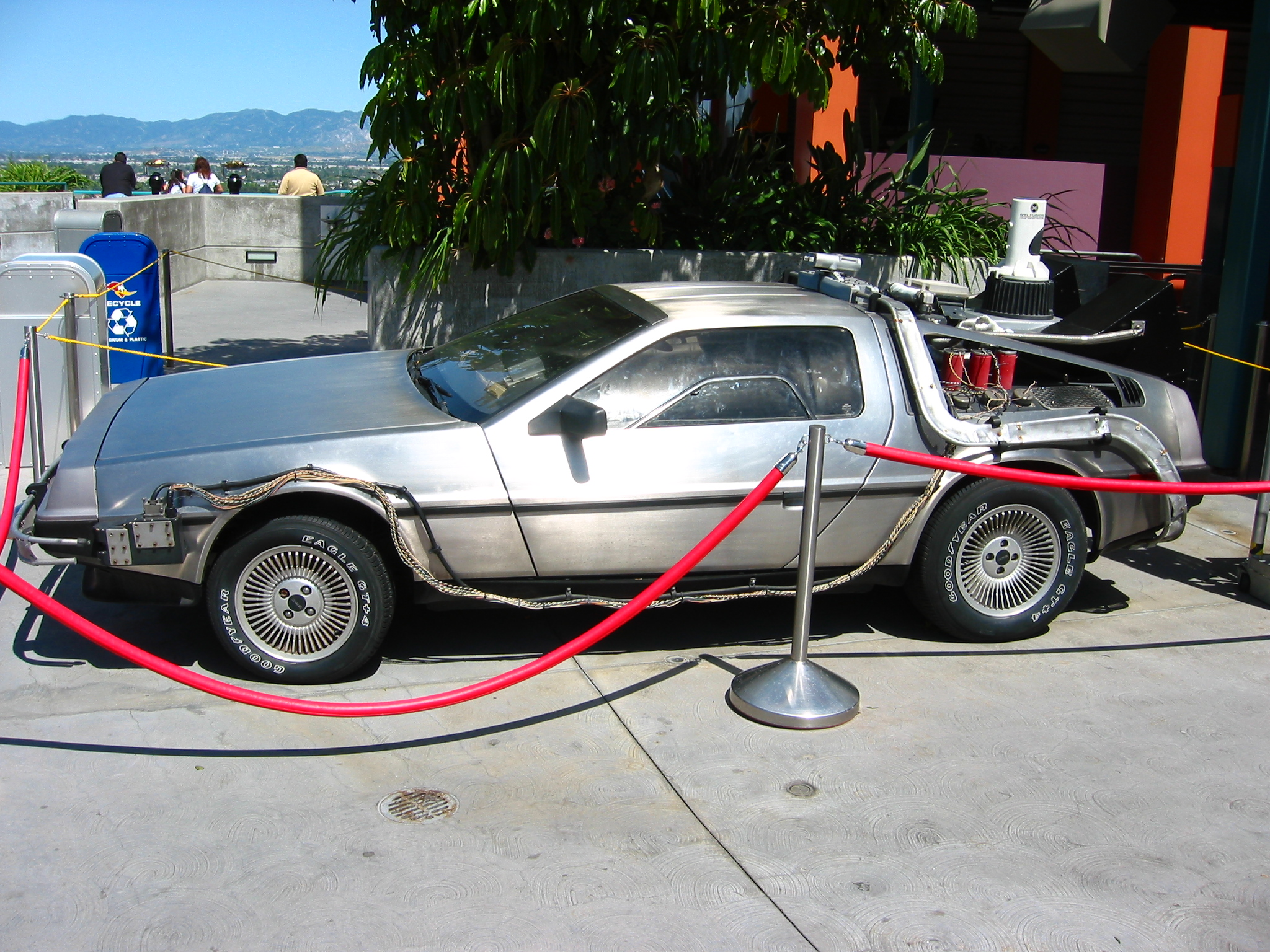
『バック・トゥ・ザ・フューチャー』に登場したデロリアン。（ユニバーサル・スタジオ・ハリウッドに展示されているもの）。作中、140kmを超える速度で走行するとタイムトラベルする、という設定になっている。

1985年の米国の映画『バック・トゥ・ザ・フューチャー』では、銀色の自動車デロリアンを改造したタイムマシンが登場し、高校生の主人公マーティが30年前にタイムトラベルし自分の父と母を結び付ける、という物語で全世界で興行的に成功し、第三作まで作られた（記事デロリアンも参照）。
日本でも様々な作品にタイムマシンが登場している。そのうちのひとつである漫画『ドラえもん』には、複数のタイプのタイムマシンが登場する（タイムマシン (ドラえもん)）。

### 研究
日本記号学会は2011年1月に第一回目の、2月には第二回目の「タイムマシン / タイムトラヴェル研究会」を開き、映画・小説・漫画などで「タイムマシン」や「タイムトラベル」がどのような表象として扱われているか、現れているか、といったことについて意見を交わした。

### 様々なタイムマシン

#### 形態での分類
乗り物としてのタイムマシン
宇宙船や自動車、鉄道車両のような形態のものなど類型が多いタイプ。移動機能、飛行機能が備えられている場合もある。H・G・ウェルズの『タイム・マシン』（空間移動能力はなし）、『バック・トゥ・ザ・フューチャー』のデロリアン（移動機能有り）、『ドラえもん』に登場するタイムマシン、『キテレツ大百科』の航時機、『仮面ライダー電王』のデンライナー（移動機能を有し、異次元空間を移動しタイムトラベルを行う）などがある。一般にあまり巨大ではないが、時折『スタートレックIV』の宇宙戦艦バウンティ号のように巨大なものも登場する。
また、『ドクター・フー』のターディスの様に時間だけではなく、全宇宙にも移動出来るものもある。
転送装置としてのタイムマシン
地上に設置された大型の転送装置により、時間旅行者を特定の時空に転送したり回収を行うタイプ。『タイムトンネル』（連続テレビドラマに登場したもの）や『ビジョナリアム』（ディズニー）のタイムチェインバーなどがある。
通信手段としてのタイムマシン
時空を超えて情報を伝達する機能のみのタイプ。『未来からのホットライン』に登場する「タウ波受信機」は過去に6文字だけ情報を伝えられる。SFでは意図して作られた装置だけではなく、偶然に過去や未来と接続してしまった電話や受像機というケースもある。『オーロラの彼方へ』のアマチュア無線機や『スターキング』の精神入換装置、『STEINS;GATE』のDメールおよびタイムリープマシンなどがある。

#### 移動方法での分類
タイムマシンの時間移動方法で分けると、以下のようなタイプがある。
時間を加速する/巻き戻すタイムマシン
タイムマシンを起動すると、搭乗者からは未来に向かう場合には周囲の時間が加速して見え、過去に向かう場合は巻き戻されているように見えるタイプ。位置座標の移動は行わない。ウェルズのタイムマシンなど古典的なタイムマシンで、現代のSFでは理論的な不具合や表現手法の問題であまり用いられない。
亜空間や四次元空間を経由するタイムマシン
時間を超越する設定の亜空間や四次元空間を利用し、現在と未来・過去を接続して時間旅行を行うタイプ。現代のSFでは主流のタイプである。
亜空間や四次元空間を経由するタイムマシンの場合には目的地が水中・空中など地上である保証はないため、事前の状況把握や時間と位置の同時移動が重要となる。「タイムトンネル」では転送の際には、目的地の状況を過去文献等で確認するなどの事前準備を行っていた。タイムマシンが地球の重力に縛られている保証もないため、地球の自転や公転・銀河系レベルでの移動の影響などもSF設定上の議論になることも多い。

## 実現しようとする人、そのアイデアの内容
イギリスの作家ジェニー・ランドルズの話によると、世の中には、タイムマシンを本気で（大真面目に）実現しようと思って研究している自然科学者もいる、とのことである。反対に「タイムマシンを実現しようと思って研究している自然科学者は一人もいない」と主張する人はいない。
またカリフォルニア工科大学のキップ・ソーンは1988年に、通過可能なワームホールを考察し、量子の泡から生まれるワームホールを広げて利用する時間旅行の概念を発表した。
過去へ遡るアイデアは、基本的には現代で認められている物理学を使って論じられているが、物質に対するエネルギー的な仮定や時空のトポロジーの変形など現代の技術ではすぐには対処できないような仮説の上に成立している。
“タイムマシンができて「未来人が旅行している世界」と、現在の「未来人が旅行していない世界」が別々の宇宙に存在していると考えれば、これまでの議論に矛盾は起きない”多世界解釈を用いれば、タイムマシンの出現に矛盾は起こらず、実現の可能性は残されている。

### 相対性理論
アルベルト・アインシュタインが提唱した相対性理論および時間の遅れによれば、理論的にタイムマシンは可能である。これは、光速の宇宙船で宇宙空間を遊泳し地球に戻ってくれば、未来に行けるというものである。ただし、これでは過去に戻ることはできず、未来への片道切符となる。

### ロナルド・L・マレットの素粒子タイムマシン
英語版の"Ronald Mallett"の項目も参照のこと。
コネチカット大学で行われている、高出力レーザーを用いた時間遡行実験である。
複数の高出力レーザーをリング状に配置し回転させる事により、一方向性リング・レーザーによる弱い重力場を生じさせる事により、回転している中性子が結果として生じる重力場の周りに引かれると予測される「擬似的なブラックホールの外周」を形成させることにより、中性子が結果として生じる重力場を利用し素粒子を過去に転送する事を試みる実験である。
素粒子に情報を乗せて過去へ送る実験の計画もあり注目されている。

### 宇宙ひもを利用したタイムマシン

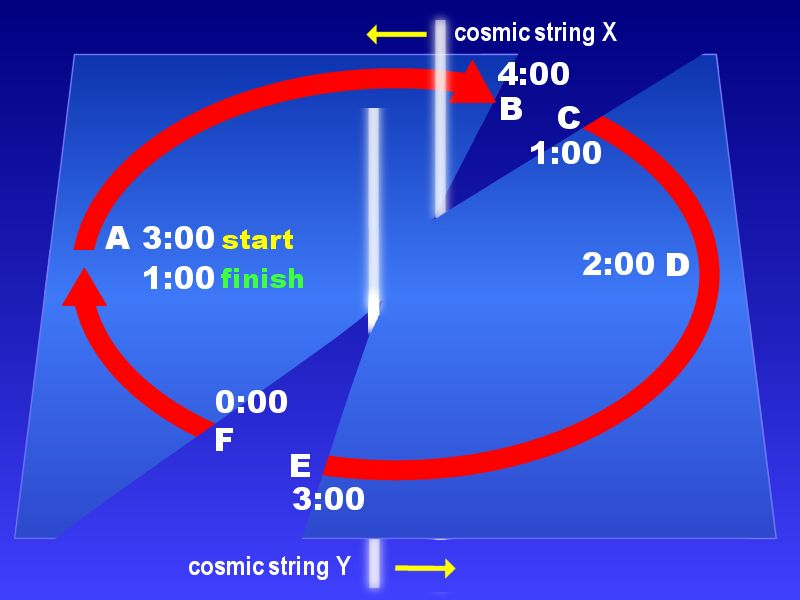
図2: 2つの宇宙ひもを利用したタイムトラベル

リチャード・ゴットは宇宙の初期に作られた可能性のあるひも状のエネルギー体である宇宙ひもを2つ利用するタイムマシンの仮説を発表している。直線状に伸びた宇宙ひもの周囲は、その莫大な質量により空間が極端に歪みくさび状に切り取られたのと同じ効果が発生する。この空間を通過する場合、切り取られた分だけ空間が短くなっているために見かけ上光速を越えた運動が可能になるが、ゴットの仮説では、この性質に加えて宇宙ひもが運動している場合に起こる時間の遅延を利用している。（図2）
1. 2つの宇宙ひも(X)、(Y)はそれぞれBC間、EF間の空間を切り取っているため、この空間を通過すると360゜以下で周回することが可能である。
2. (X)と(Y)が静止している場合、BC間、EF間の通過時間は0なのでBとC、EとFはそれぞれ同時刻である。
3. この仮説では(X)と(Y)がそれぞれAとD方向に運動していることを前提としているため、この空間を通過すると相対性理論により時間が遅延するが、通過時間は0であるため通過時刻が突入時刻の過去になる現象が起きる。
4. 3:00にA地点を出発したロケットはBに4:00に到着する。移動する宇宙ひもで切り取られた空間を通過するため、Cでの時刻は1:00である。
5. D地点を経由しEに3:00に到着する。移動する宇宙ひもで切り取られた空間を通過するため、Fでの時刻は0:00である。
6. ロケットで周回しA地点へ戻ってくるが時刻は出発した時刻より前の1:00であり、過去への時間旅行が成立する。